# Gandharva
Gandharva (Sanskrit गन्घर्व gandharva m.; Pali gandhabbā) ist in den frühen Schriften der indischen Veden ein mit magischen Fähigkeiten begabtes, niederes Geistwesen, später ein Halbgott (upa-deva), welcher die Geheimnisse des Himmels und der göttlichen Wahrheit kennt und offenbart. In den einzelnen Textsammlungen besitzen die Gandharvas unterschiedliche Fähigkeiten, mit denen sie in der hinduistischen Mythologie überliefert wurden. Sie gelten als Personifizierungen des Sonnenlichts oder haben die Aufgabe, als dienstbare Geister den Soma, den Trank der Götter, zu bereiten und zu beschützen. Nach der buddhistischen Tradition zählen sie zu den Göttern (devas). In den auf Sanskrit verfassten klassischen Epen kommen Gandharvas (anderer Plural Gandharven) in größeren Gruppen zusammen mit ihren weiblichen Gefährtinnen, den Apsaras, als Musiker und Sänger vor.

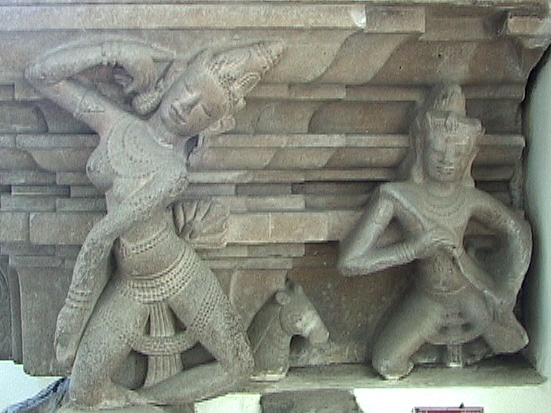
Tanzende Apsara (links) und Gandharva-Musiker (rechts). Indisch beeinflusster Cham-Stil, Tra Kieu, Zentral-Vietnam, 10. Jahrhundert

Gandharva bezeichnet in Theorie und praktischer Anleitung auch die altindische Ritualmusik, die besonders dazu geschaffen war, die himmlischen Götter zu erfreuen. Der (halbmythische) Gelehrte Bharata Muni beschrieb als erster die streng festgelegte Musik, einschließlich Tanz und Drama, detailliert in dem um die Zeitenwende entstandenen Werk Natyashastra. Diese altindische Musiktheorie Gandharva-Veda enthält viele der bis heute gültigen Grundlagen der klassischen indischen Musik.

## Herkunft und Erscheinungsformen
Die Zahl der Gandharvas wird im Atharvaveda an einer Stelle mit 6333 angegeben, das Mahabharata nennt „siebenmal 6000 Gandharvas“. In frühen und späteren Schriften sind sie Frauen sehr zugetan und besitzen eine magische Macht über diese. Die Apsaras erscheinen in einer Gruppe mit den Gandharvas als ihre Gemahlinnen oder Gespielinnen.
Gandharvas kennen sich mit Heilkunde aus, kontrollieren den Göttertrank Soma und helfen, den nächtlichen Sternenhimmel zu formieren. Im Umfeld des vedischen Gottes Indra, des Herrn des Himmels, unterhalten die Gandharvas mit Musik die Götter bei den Festlichkeiten. Die Götter sind in ihrer Versammlungshalle von tausenden Gandharvas und Apsaras umgeben, die singen, Instrumente spielen, tanzen und glückbringende Rituale vollziehen. Wohnsitz der Götter ist der heilige Berg Kailasa, dessen Gipfel in den Klang himmlischer Musik und wohlriechender Düfte eingehüllt ist.
Laut dem Atharvaveda wird die Welt in vier Gebiete eingeteilt, denen in der Aufzählung die vier Veden entsprechen: 1) Die Erde besteht aus Ozeanen, Bergen und sieben Inseln. 2) Den Luftraum bevölkern Gandharvas, Apsaras und weitere niedere Gottheiten, die Yakshas genannt werden. 3) Im Himmel halten sich alle Götter auf, darunter die Vasus, Rudras (Gefolge von Rudra) und Adityas. 4) Im jenseitigen, höchsten Raum weilt das Prinzip des Brahman. Nach dem Yajurveda kannten die Gandharvas die großen Geheimnisse, also die Wohnorte der Götter und die Weltenordnung.
Woher die Gandharvas kamen und wer ihr Anführer ist, darüber gibt es unterschiedliche Angaben. Im Vishnupurana sind sie einmal Nachkommen von Brahma; sie kamen zur Welt, als sie die göttliche Melodie und Rede aufsaugten (gam dhayantah). Anderswo werden sie als Söhne eines himmlischen Weisen (Rishi) namens Kashyapa und seiner Gemahlin Arishta vorgestellt. Im Harivamsa wird Muni, eine andere von Kashyapas Frauen als ihre Mutter genannt, auch sollen sie dort aus der Nase Brahmas gekommen sein. Der Sänger Citraratha, Sohn der Muni, ist Anführer der himmlischen Musiker, die zusammen mit den Apsaras in prachtvoll angelegten Städten wohnen. Nach dem Padmapurana gibt es 60 Millionen Gandharvas, die auf Vach, die Tochter von Daksha, einer anderen Frau von Kashyapa, zurückgehen.

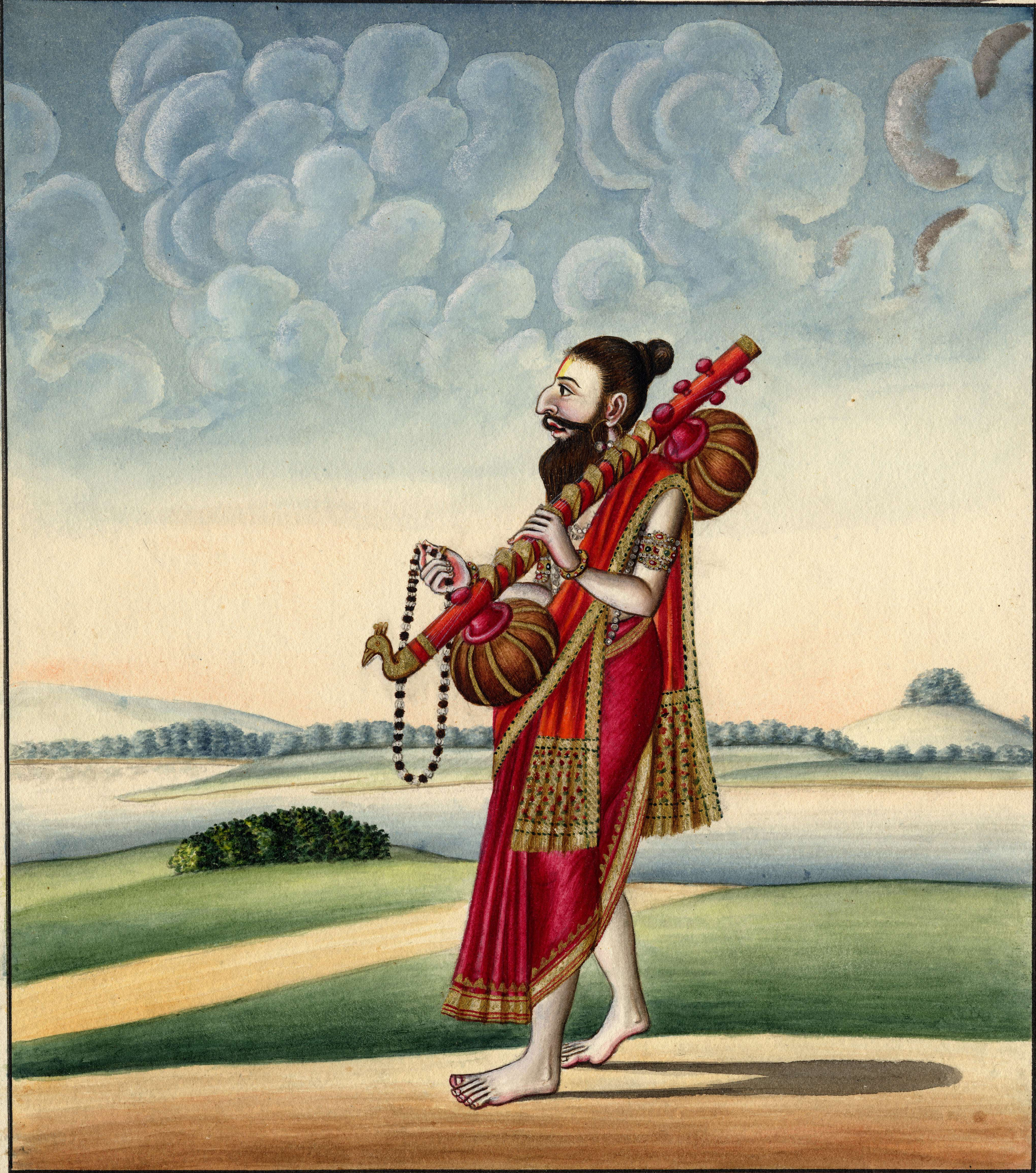
Möglicherweise Narada, der Erfinder der vina. Miniatur vom Anfang des 19. Jahrhunderts

In den vorepischen Texten stehen Gandharvas noch kaum mit Musik in Verbindung und werden wie die Apsaras selten erwähnt. In einem Hymnus des Atharvaveda tönt aus den Bäumen Musik, nachdem sich zuvor Apsaras darunter aufgehalten hatten. In derselben Textstelle wird ein Gandharva tanzend zwischen Apsaras erwähnt.
Ihre eigentliche Bekanntheit beginnt mit dem Mahabharata. Ein Gandharva-König heißt Visvavasu, er ist der Sohn von Danu und soll bei einer Opferzeremonie so schön vina gespielt haben, dass jeder Zuhörer glaubte, er spiele allein für ihn. Visvavasus Sohn Citrasena begleitete Arjuna, als sich dieser im Khandava-Wald aufhielt und brachte ihm Tanzen, Singen und das Harfenspiel bei.
Auch der mythische Weise Narada, der Sohn Brahmas und Erfinder des ältesten Saiteninstruments vina ist ihr Anführer. Narada agiert als Götterbote und trägt die Beinamen Deva-Gandharva („göttlicher Gandharva“) oder Gandharva-Raja („König der Gandharvas“).
Einer der berühmtesten himmlischen Musiker ist der meist mit einer Bogenharfe abgebildete Pancasikha, der nur in der buddhistischen, aber nicht in der hinduistischen Tradition vorkommt. Pancasikha gehört zu den Begleitern Indras, zwei Jatakas beschreiben, wie Pancasikha, Indra und Matali (Indras Wagenlenker) zusammen in eine Familie wiedergeboren werden. Nach der bekanntesten Erzählung wollte einst Indra Buddha besuchen. Indra erhoffte sich von Buddha eine Verlängerung seiner zu Ende gehenden Lebensspanne im Himmel, zweifelte aber, ob dieser ihn empfangen würde, da Buddha ihn nicht kannte. Also sollte Pancasikha vorauseilen, um den Buddha mit sanfter Musik aus seiner Meditation aufzuwecken und auf den Besuch vorzubereiten. Pancasikha brachte Lobgesänge auf den Buddha sowie an eine Apsara gerichtete Liebeslieder dar. Ein Steinrelief des 2./3. Jahrhunderts n. Chr. aus Nagarjunakonda (Insel im Nagarjuna-Stausee in Andhra Pradesh) zeigt wie viele ähnliche Abbildungen diese Szene. Indra, der an einer hohen zylindrischen Kopfbedeckung zu erkennen ist, steht rechts, neben ihm spielt Pancasikha Harfe. Zwischen den beiden Besuchern und Buddha haben sich sechs himmlische Gestalten (möglicherweise Bodhisattvas) dazugesellt, die drei vorne Sitzenden halten sich die Ohren zu.
Auf einem Gandhara-Relief am Stupa von Sikri (nordwestlich von Taxila) aus dem 2. Jahrhundert n. Chr. meldet Pancasikha Indras Besuch bei Buddha an, der sich zur Meditation in eine Höhle zurückgezogen hat. Links unterhalb des sitzenden Buddha fährt der kleiner dargestellte Pancasikha mit weit ausgreifenden Handbewegungen in die vier Saiten seiner Harfe. Noch kleiner und ganz in den Hintergrund gedrängt steht Indra am linken Bildrand. Vielleicht ist Indra noch weit entfernt, als Pancasikha bereits vor Buddha musiziert.
Im Vishnupurana findet sich die Geschichte vom Kampf der Gandharvas mit den Schlangengottheiten (Nagas), deren unterirdisches Reich sie plünderten. Die Naga-Oberhäupter wandten sich daraufhin an Vishnu und baten um Unterstützung. Vishnu versprach, in Gestalt des Königs Purukutsa (auch ein Dichter vedischer Mantras) einzugreifen. Die Nagas verheirateten ihre Tochter Narmada (Fluss Narmada in Zentralindien) mit Purukutsa, der die Gandharvas aufspürte und vernichtete.

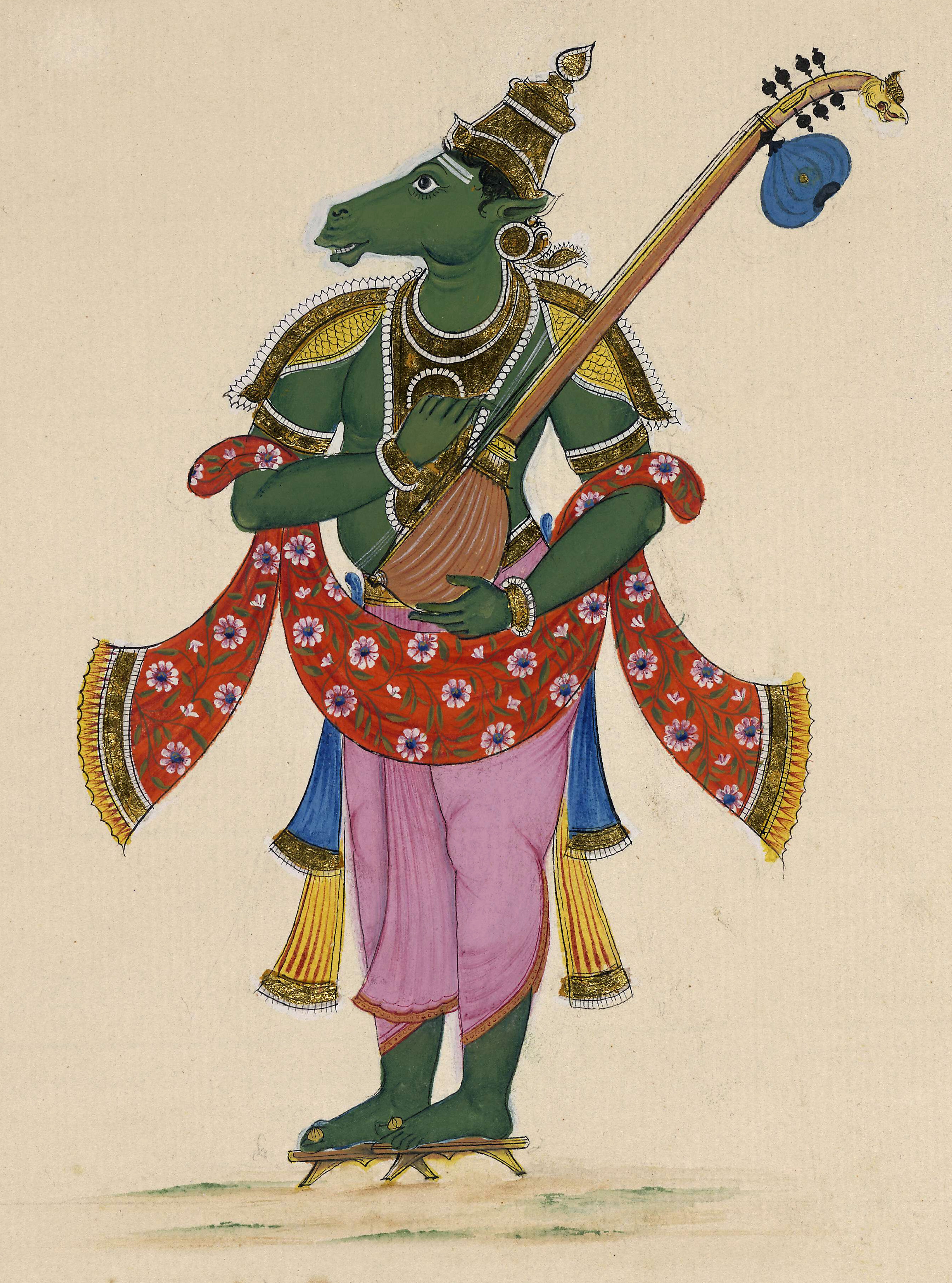
Pferdeköpfiger Tumburu, leitender Musiker-Sänger der Gandharvas mit einer vina. Gouache um 1820, vermutlich aus Tamil Nadu

Die Gandharvas sind Mischwesen wie die schlangengestaltigen Nagas oder die ebenfalls musizierenden Kinnaras mit Vogelbeinen (deren weibliche Entsprechung sind die Kinnaris). Die Kinnaras sind gutmütige, hilfsbereite Fabelwesen, sie treten stets paarweise auf (wenn sie beispielsweise zusammen im Fluss baden) und sind vorzügliche Musiker. Bei festlichen Anlässen unterhalten sie zusammen mit Gandharvas und Apsaras. Ein solches Fest fand statt, als der Palast des Königs Yudhishthira, einer der fünf Pandavas des Mahabharata, eingeweiht wurde und alle, auch die eingeladenen Rishis unter der Leitung von Tumburu himmlische Lieder sangen. Tumburu ist der Sohn des Rishi Kashyapa und seiner Frau Pradha, er gilt als der beste Musiker unter den Gandharvas. Nach einer anderen Erzählung wird er mit Viradha gleichgesetzt, einem menschenfressenden Dämon (Rakshasa), der nach seinem grausamen Tod als schöner Gandharva wieder ins Leben trat. Es stellte sich im Nachhinein heraus, dass der zwergengestaltige Gott Kubera ihn zu einer Existenz als Rakshasa verurteilt hatte, aus der er durch Rama befreit wurde.
In der hinduistischen Literatur haben die Kinnaras manchmal Pferdebeine wie die Gandharvas, zu denen sie gelegentlich gerechnet werden, aber nur, weil auch sie Mischwesen sind und musizieren. In jedem Fall stehen die beiden himmlischen Wesen in Beziehung zu Pferden (vajin). Beide können menschengesichtig mit Pferdeunterleib dargestellt werden. Viele Gandharvas, vor allem solche, die auf dem Wind (Windgott Vayu) dahertreiben, besitzen dagegen einen Pferdekopf. Entsprechend heißt die Urmutter der Pferde Gandharvi, ebenso wie Kadru die Schlangen (nagas) gebar, und Rohini die Kühe. Der Zusammenhang zwischen Gandharvas und Pferden wird im Mahabharata an mehreren Stellen hervorgehoben. Die Gandharvas besitzen dort rasend galoppierende Pferde, die ihre Farbe beliebig wechseln können. Der Gandharva Tumburu schenkt Yudhishthira 100 Pferde, die er später beim Würfelspiel verlieren wird. Arjuna erhält vom Sänger Citraratha ebenfalls Pferde.
Seit dem 19. Jahrhundert wurde und wird über eine Verbindung des Sanskritwortes gandharva mit dem griechischen kentauros diskutiert, dem Kentaur, einem Mischwesen der griechischen Mythologie mit menschlichem Oberkörper und Pferdeunterleib. Abgesehen von der Etymologie, die bis heute unterschiedlich beurteilt wird, gibt es Ähnlichkeiten im Erscheinungsbild und Verhalten der beiden mythischen Geschöpfe. Sie reiten gleichermaßen auf dem Sturmwind daher, stellen Frauen nach und sind mit magischen Fähigkeiten ausgestattet. Pferde waren für die frühen indogermanischen Steppenvölker Jagdbeute und Totemtiere, noch bevor sie als Reit- und Lasttiere domestiziert wurden.
In früheren Schriften ließ die Zuneigung zu Frauen die Gandharvas manchmal auch als bedrohlich wirken und eine negative Beschreibung erhalten. In einem Vers des Atharvaveda erscheinen sie behaart wie Affen und den Hunden ähnlich, verwandeln sich aber in schöne Gestalten, um die Frauen zu verführen. Behaart sind sie auch in anderen Texten: Im Mahabharata trägt an einer Stelle ein tanzender Gandharva ein Haarbüschel, an einer anderen Stelle schleift Arjuna einen Gandharva, den er im Kampf besiegt hat, an den Haaren mit sich fort.
Im Mahabharata wird anlässlich mehrerer Kämpfe die Bewaffnung der Gandharvas geschildert, einige Male werden sie als Bogenschützen erwähnt. Citraratha, den Arjuna im Kampf besiegt hat, teilt mit Arjuna seine magische Fähigkeiten (cakshusi vidya), die es ihm erlauben, in alle drei Welten hineinsehen und so im Kampf die Menschen besiegen zu können. Möglicherweise war mit diesen Fähigkeiten auch die Waffenkunde gemeint.
Von einem Gandharva und einer Apsara leitet sich das Geschlecht der Amritas her. Von diesen stammen laut dem Samaveda der Todesgott Yama und seine Zwillingsschwester Yami ab. Yama ging über das Meer und wurde so später zum ersten sterblichen Menschen. Yami folgte ihm, um mit ihm Nachkommen zu zeugen. Es ist jedoch nicht geklärt, ob es im Sinne dieses Mythos war, einen Gandharva in einer geraden Linie dafür verantwortlich zu machen, dass auf der Erde das Menschengeschlecht entstanden ist.

## Altindische Musiklehre

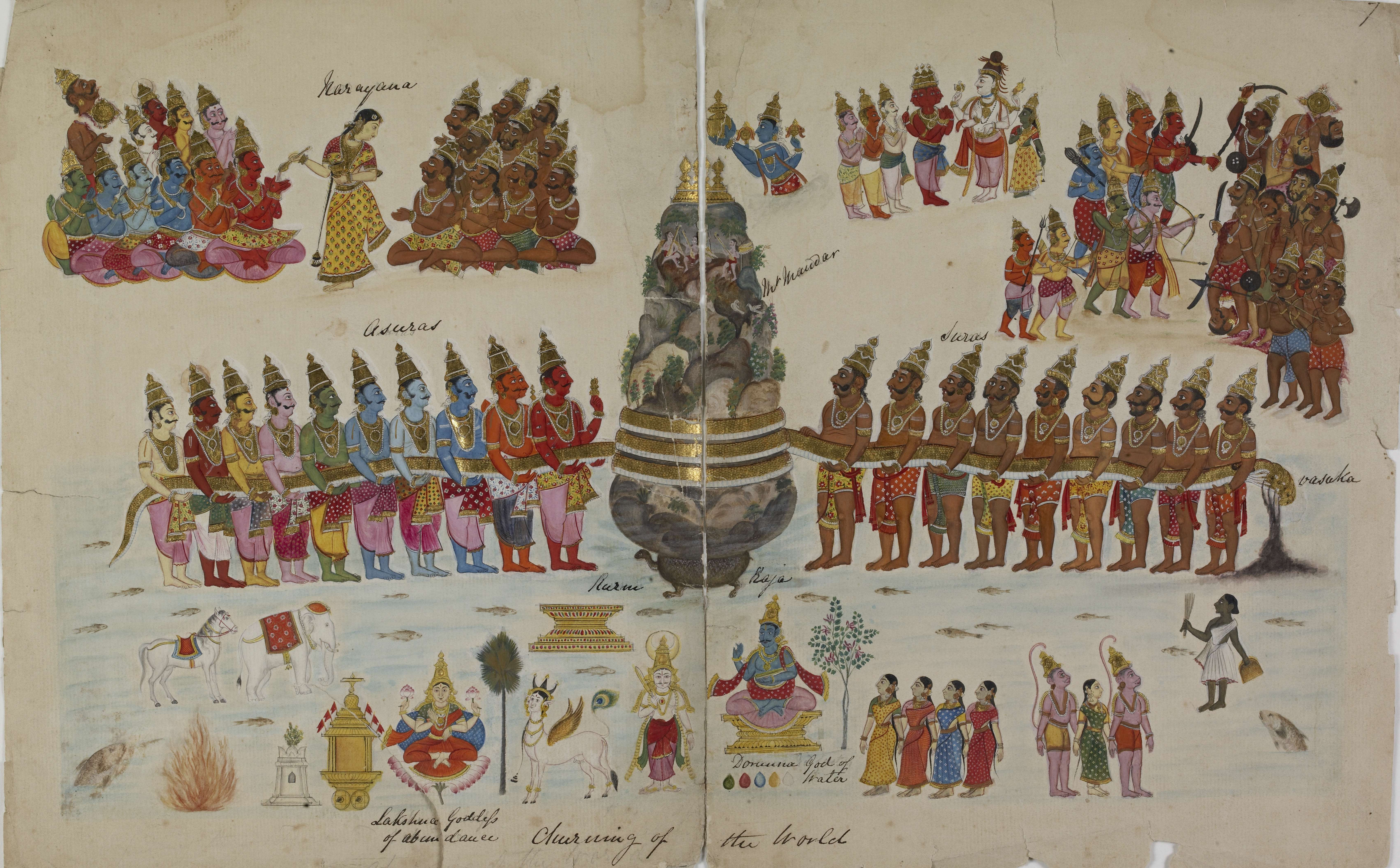
Quirlen des Milchozeans. Links ziehen Suras, (Devas, „Götter“), rechts Asuras („Dämonen“) an der Seilschlange Vasuki und quirlen den Berg Mandara in der Mitte. Oben im Berg sitzen musizierende Gandharvas zwischen grünen Bäumen. Gouache um 1820

Die altindische Musik war laut dem Mahabharata in die drei gesellschaftlichen Bereiche 1) Musik der Götter, die streng reglementierte, himmlische Musik deva gandharva, 2) Musik der Könige, ihres Hofstaates und der Brahmanen, desa gita, und 3) die Musik aller Volksgruppen außerhalb der Kastenhierarchie eingeteilt. Die ersten beiden Musikkategorien durften nur von ausgewählten und geschulten Musikern aufgeführt werden, da diese Musik nach der vedischen Klassifizierung der drei Lebensziele (trivarga) in kama (Vergnügen), artha (materielles Streben, politisches Handeln) und dharma (religiöse Verpflichtung) dem Bereich des dharma zugeordnet wurde.
Im Natyashastra wird das Wort gandharva für Musik von den himmlischen Musikanten Gandharvas abgeleitet. Der Gandharva-Veda, die Sammlung theoretischer Abhandlungen über Musik, gilt als eine der vier Grundwissenschaften, die sich von den Veden herleiten und als Upa-Veda zusammengefasst werden. Die anderen drei sind Ayurveda (Heilkunst), Dhanurveda (Kriegskunst) und nach unterschiedlichen Quellen Sthpatayaveda (auch Vastuveda, Architektur) oder Arthashastra (Staatskunst).

### Textquellen
Auf den indischen Weisen Bharata Muni, der um die Zeitenwende oder vorher gelebt haben soll, wird das Natyashastra zurückgeführt, eine Abhandlung über die darstellenden Künste. Es ist das umfassendste und am meisten verehrte Werk zur Gandharva-Musik. Bharata beschreibt gandharva als die von Göttern gewünschte, streng festgelegte Musik, ihre Aufführung galt demnach als Opferhandlung für die Götter. Diese Musik wird von Saiteninstrumenten (allgemein vina) hervorgebracht und mit verschiedenen anderen Instrumenten begleitet. Das Gandharva-Repertoire, so wie es im Natyashastra in allen Einzelheiten beschrieben wird, beinhaltet Ritualhandlung (Theater), Instrumentalmusik, Text (pada), Tanz und Mimik. Ein wesentlicher Teil des altindischen wie des heutigen klassischen (Tanz-)Theaters ist das Vorspiel Purvaranga, das aus mehreren, genau festgelegten Teilen besteht und in dem der Zeremonienmeister sutradhara die Zuschauer begrüßt. Bharatas Natyashastra beschreibt, wie im Purvaranga die vier Tänzerinnen auf die Bühne zu kommen haben, ihre Kostüme, ihren Tanzstil, das Mimenspiel, wie sie geschminkt sind, sowie die Art und Stimmung (svara) der Musikinstrumente. Dem strengen gandharva-Stil des Purvaranga folgt danach ein zweiter, weniger festgelegter Stil, der gana genannt wird.
Wenig später als das Natyashastra, zwischen dem 1. und 5. Jahrhundert n. Chr., stellte der Weise Dattila aus früheren Texten das musikwissenschaftliche Werk Dattilam zusammen. Die dritte Quelle zur Gandharva-Musik ist ein bedeutender Kommentar zum Natyashastra, den der kaschmirische Gelehrte und Musiker Abhinavagupta Anfang des 11. Jahrhunderts verfasste. Zu dem umfangreichen Werk Abhinavabharati liegt seit 2006 die erste (dreibändige) englische Übersetzung vor. Die gesamte Musiktradition fasste Sarngadeva im 13. Jahrhundert im Sangitaratnakara zusammen.
Alle Werke umspannen einen Zeitraum von gut 1000 Jahren und eine musikalische Tradition, die bereits im Natyashastra so festgefügt erscheint, dass sie schon Jahrhunderte zuvor zusammengetragen worden sein muss. Dies bestätigt Bharata selbst, der in Vers 525 erwähnt, dass die Musiklehre zuvor von „Narada“ beschrieben worden sei, er folglich nur die anerkannten Theorien wiedergibt. Unklar bleibt, wen Bharata meint. Er könnte sich auf den legendären Weisen Narada bezogen haben, dessen Werk Naradya Shiksha im Zusammenhang mit der Gandharva-Musik und dem Samaveda genannt wird, oder auf Narada als einen der himmlischen Gandharvas. Im letzten Fall hätte sich Bharata in eine heilige Traditionslinie gestellt.

### Struktur
Strukturelle Grundlage der Gandharva-Musik war die umfassende, rhythmische Zeiteinheit tala, welcher die Tonhöhe (svara) und der Text (pada) untergeordnet waren. In der aus der Samkhya-Philosophie entstandenen Musiktheorie Gandharva-Veda sind unter anderem die Einteilungen der sieben svaras (Noten), zwei gramas (Urskalen), aus denen jeweils sieben murchanas (Modi) hervorgingen, und 18 jatis (melodische Grundformen) enthalten. Daraus entwickelten sich in Bharatas Gharana (Tradition) die heutigen Begriffe wie sruti (Mikrotöne), gamaka (Ornamentierung), raga (melodische Struktur), tala (rhythmische Struktur) oder prabhanda (Komposition). Herausragend unter den in die heutige Musik übergegangenen Formen ist upohana, die freirhythmische Einleitung des Gesangs mit bedeutungslosen Silben. Sie entspricht der heutigen südindischen Improvisationsform alapana (die nordindische Eröffnung heißt alap). Prastara („ausbreiten“) wurde ein besonderer musikalischer Ablauf genannt, um ein Stück zu beenden. Dem entspricht heute etwa vistara.
Die strenge Gandharva-Musik des Purvaranga setzt sich aus sieben gitakas (kompositorischen Formen, Liedgattungen) zusammen, die auch saptarupas („sieben Formen“) genannt werden und zum Gesamtkonzept des tala zählen. Zu den formalen Charakteristika der gitakas gehören stichwortartig: Rhythmusmuster (Pattern, talavidhi); an der musikalischen Struktur sich orientierende Verse (slokas); parallel der Musik folgenden Körpergesten; Betonung auf der Endsilbe; sich in Form eines Palindroms wiederholende Silbenfolgen (uttara tala); Temposteigerungen im Verhältnis 1 : 2 : 4; Wiederholungen von Text und Melodie in doppelter Geschwindigkeit als Methode für Überleitungen (upavartana); vokale Einleitung (upohana); melodische Entwicklung durch Vertauschung, Wiederholung und Verdichtung (prastara). Die ersten drei gitakas heißen Madraka, Aparantaka und Ullopyaka. Ihnen ist gemeinsam, dass sie in ein-, zwei- und vierfacher Zeitform aufgeführt werden können, bei jeweils unterschiedlichen untergliedernden Zeitintervallen (matras). Die weiteren gitakas sind Ullopyaka, Rovindaka, Prakari, Uttara und Ovenaka. Letztgenannte ist die komplexeste Form der gitakas mit einer Vielzahl von Strukturelementen und Wechsel der Tempi.
Es lassen sich aus den Quellen recht genau die rhythmischen Strukturen sowie Abfolge und Tonlage der Noten (svara) von gandharva ermessen, dennoch fehlen ausreichende Kenntnisse über die Verbindung zwischen beidem, sodass sich trotz aller praktischen Rekonstruktionsversuche nur vage beurteilen lässt, wie die Musik tatsächlich geklungen haben mag. Die heutige südindische Musik ist stärker der altindischen Rhythmustradition verhaftet als die nordindische. Dafür hängt als eine Ausnahme die heute beliebteste nordindische Rhythmusstruktur Tintal mit 16 Schlägen (in 4 × 4 gleiche Abschnitte unterteilt) direkt mit einem entsprechenden altindischen Rhythmus, dessen 16 Zählzeiten in 4 padabhagas unterteilt waren, zusammen. In der indischen Musikgeschichte fand eine beständige Weiterentwicklung, aber nirgends ein revolutionärer Sprung statt.

### Musizierpraxis

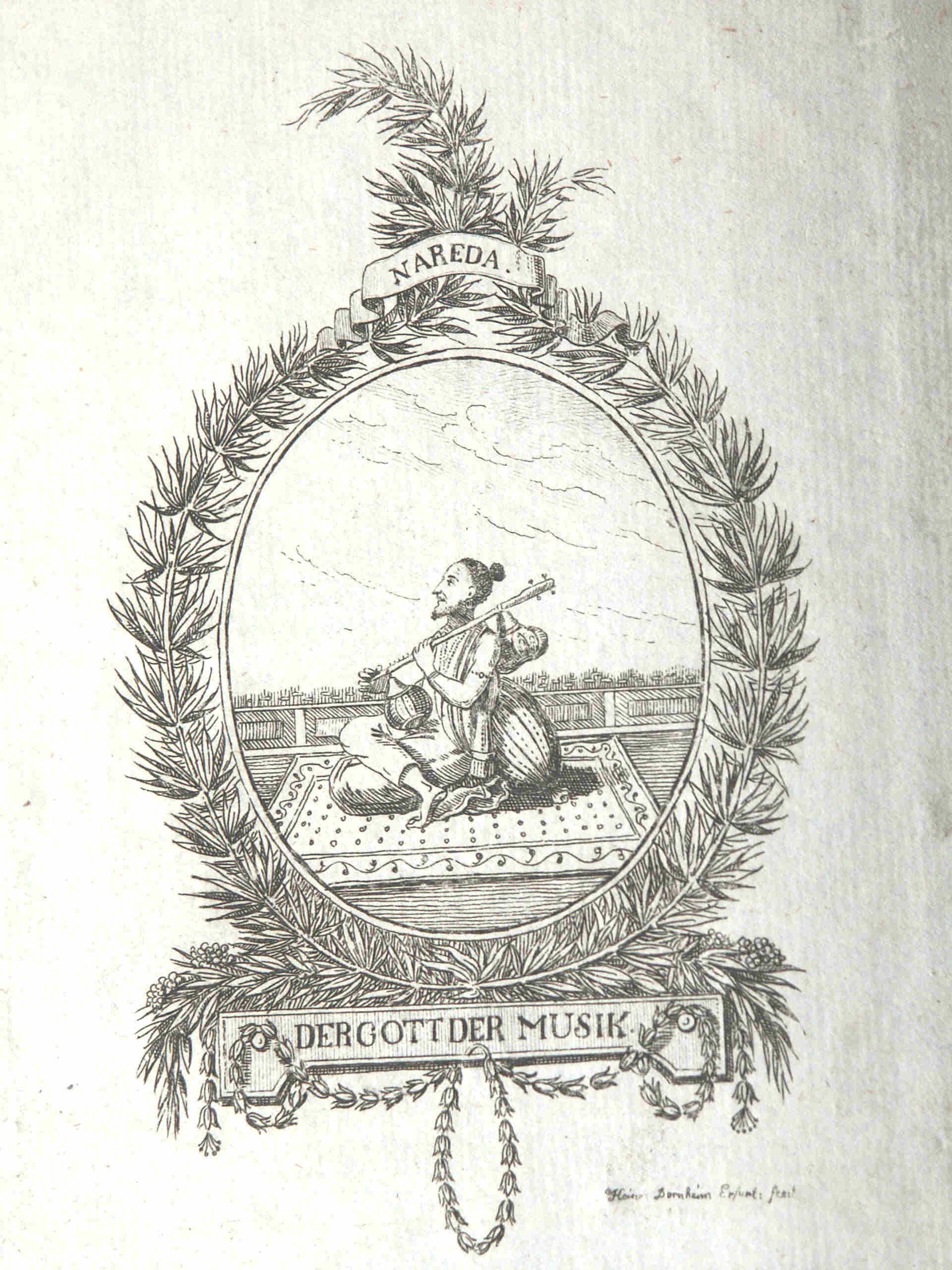
„Nareda. Der Gott der Musik“
Typisch fälschliche Darstellung: Narada spielte mit einer Bogenharfe, aber nicht mit einer Stabzither. Kupferstich von 1800

Wesentlich für die altindische Musizierpraxis ist die Verbindung zwischen musikalischem Rhythmus und Körperbewegungen. Jedem Trommelschlag geht entwicklungsgeschichtlich eine entsprechende Gebärde voraus. Die im tala festgelegten rhythmischen Strukturen haben sich aus den Hymnengesängen (Samhita) begleitenden rituellen Handbewegungen entwickelt. Bereits Abhinavagupta sah den Ursprung des Rhythmus in den festgelegten Gebärden, die möglicherweise besonders beim Vortrag der Samaveda-Hymnen eine Rolle spielten, deren einstige Bedeutung aber bei der Übertragung in die musikalische Form verlorenging. In der Musik erhalten geblieben sind stumme Gesten, mit denen der Beginn angezeigt wird, während bestimmte Tonfolgen das Ende markieren. Zu den stummen Gesten gehören avapa (gekrümmte Finger mit der Handfläche nach oben), nishkrama (Handfläche mit gestreckten Fingern nach unten), vikshepa (nach rechts gebogene Hand) und pravesha (gekrümmte Finger mit der Handfläche nach unten). Die Namen finden sich in bestimmten Liedformen (dhruvas) heutiger indischer Tänze wieder.
Die ältesten Abbildungen zeigen das Saiteninstrument vina in Form von Bogenharfen an buddhistischen Kultbauten (Stupas) ab dem 2. Jahrhundert v. Chr. Ältere schriftliche Belege für Bogenharfen stammen aus den Brahmanas noch vor der Mitte des 1. Jahrtausends v. Chr., ein Instrument wird dort mit sieben Saiten und mit weiteren Eigenschaften beschrieben, die dem heutigen burmesischen Nationalinstrument saung gauk ähneln. In der südindischen Sangam-Literatur wird die Bogenharfe yazh genannt. Ein anderer vina-Typ war eine Langhalslaute, wie sie in der Kunst von Gandhara und an den Stupas von Amaravati und Nagarjunakonda im 1. bis 3. Jahrhundert n. Chr. auftaucht. Die später entwickelten Stabzithern mit Kalebassen, wie sie heute etwa als rudra vina bekannt sind, gehören nicht mehr zur Gandharva-Musik.
Das für das Purvaranga gebrauchte Orchester war klein und bestand neben Saiteninstrumenten aus Querflöten und Perkussionsinstrumenten, zu denen Trommeln, Tontöpfe (etwa ghatam) und kleine Bronzezimbeln zur akustischen Übertragung der Handbewegungen gehörten. Dazu sangen Männer und Frauen gemeinsam.

## Sonstiges
Von der idealen Vorstellung eines Gandharva und einer Apsara als strahlendem, in den schönen Künsten geübtem Paar abgeleitet, bedeutet gandharva (oder gandharvavivaha) eine der fünf traditionellen Heiratsformen: die nur zwischen dem jungen Mann und der jungen Frau vereinbarte Liebesheirat ohne die ansonsten in Indien erforderliche Einverständniserklärung der Eltern und ohne die üblichen Rituale.
Im Mahabharata steht der Begriff „Stadt der Gandharvas“ (gandharva nagaram) als Metapher für eine optische Täuschung oder Illusion, die im Himmel oder über dem Wasser gesehen werden kann.